# Padesz
Padesz (bułg. Падеш) – wieś w Bułgarii, w obwodzie Błagojewgrad, w gminie Błagojewgrad. Według danych szacunkowych Ujednoliconego Systemu Ewidencji Ludności oraz Usług Administracyjnych dla Ludności, 15 grudnia 2018 roku miejscowość liczyła 559 mieszkańców.

## Osoby związane z miejscowością
- Georgi Bagażew (1860–1940) – bułgarski rewolucjonista
- Georgi Janakiew (1857–?) – bułgarski rewolucjonista
- Stojczo Miluszew (1866–1901) – bułgarski rewolucjonista
- Smilen Sejmenski (1866–1923) – bułgarski komunista